# Ruine Hohenstoffeln
Die Ruine Hohenstoffeln ist eine aus drei Höhenburgen bestehende Anlage, nämlich Vorderhohenstoffeln, Mittelhohenstoffeln und Hinterhohenstoffeln. Sie liegt in der Gemeinde Hilzingen im Landkreis Konstanz in Baden-Württemberg. Seit dem Dreißigjährigen Krieg sind alle drei Burgen Ruinen.

## Lage
Die Burgen befinden sich auf dem Hohenstoffeln bei 841,8 Meter über NN 1800 Meter östlich des Ortsteils Binningen der Gemeinde Hilzingen.
Auf dem Nordgipfel befand sich die Burg Hinterstoffeln und auf dem Südgipfel die Burg Vorderstoffeln. Im Sattel des Berges befand sich die Burg Mittelstoffeln.

## Geschichte
Eine Ersterwähnung der Burg Hohenstoffeln stammt aus dem Jahr 1034. Im Jahre 1056 wurde auf Burg Hohenstoffeln der Bischof Gebhard von Regensburg, der Bruder Kaiser Konrads II. wegen geheimer Bündnisse gegen Kaiser Heinrich III. gefangen gehalten.
Die Burgen Vorderstoffeln und Mittelstoffeln wurden erst später gebaut, die erstmalige Erwähnung aller Burgen erfolgte im Jahr 1299.
Als Besitzer werden 1067 Ludwig von Pfullendorf-Ramsberg zu Stoffeln, die Staufer und 1236 bis zu ihrem Aussterben 1399 die Herren von Stoffeln genannt. Eine andere Familie erwarb Mitte des 14. Jahrhunderts das Reichslehen des mittleren Hohenstoffeln und nannte sich nach ihrem neuen Stammsitz ebenfalls Herren von Stoffeln. 1433 kam auch die „hintere“, die nördliche Burg in den Besitz der Familie von Stoffeln, die 1579 ausstarb. Auf der „vorderen“ Burg saß seit 1420 die Familie von Reischach. 1623 werden die Herren von Hornstein genannt.
Burgen und Berg Hohenstoffeln waren Teil der Landgrafschaft Nellenburg.
Die Burgen des Hohenstoffeln wurden im Dreißigjährigen Krieg von dem Rheingraf Otto Ludwig von Salm-Kyrburg-Mörchingen zerstört. Nachdem er Rheinfelden, Laufenburg und Waldshut eingenommen hatte, zog er am 14. Juli 1633 mit 8000 Schweden und Württembergern und schwerem Geschütz vor und auf den Hohenstoffeln und beschoss die Burgen. Danach mussten die Bauern der Umgebung die noch stehenden Mauern schleifen. Die Nordseite des ehemaligen Vulkanschlotes diente bis 1939 als Basaltsteinbruch, der Schriftsteller Ludwig Finckh bemühte sich um den Erhalt des Berges.
René du Puy-Montbrun, seigneur de Villefranche et de la Jonchère wurde am 16. Januar 1633 auf der Burg Randegg gefangen genommen und auf die Burg Hohenstoffeln verbracht, dort entkam er laut dem Tagebucheintrag von Georg Michael Wepfer (1591–1659), dem Vater des Schaffhauser Arztes Johann Jakob Wepfer: an einem seil, so er uß der bettstatt genommen, durch das heimlich gemach über die Schlossmauer. Er schritt umgehend zur Vergeltung und ließ Weiterdingen einäschern, Burg Weiterdingen und die Herrschaft Grüningen übergab er dem württembergischen Rat Offenburger.

## Zeitgenössischer Tagebuchbericht über die Zerstörung
Die Schlösser Vorder- und Mittelstoffeln waren in der Verwaltung des Balthasar Ferdinand von Hornstein (ein Schwiegersohn des Conrad von Stoffeln), das Schloss Hinterstoffeln war im Besitz des Bilgeri von Reischach. Alle drei Schlösser waren jedoch Reichslehen. Heinrich Ludwig von Pappenheim, der einzige Sohn des Grafen Maximilian von Pappenheim, wurde am 27. Juni 1633 bei einem versuchten Angriff (zusammen mit Schweizer Söldnern, also der Protestantischen Partei, und auf Weisung Gustav Adolfs, gegen die Kaiserlichen) auf Vorder- und Mittelstoffeln durch einen Kopfschuss getötet. Ebenfalls im Schanzgraben zugegen war dabei der aus Dießenhofen gebürtige Ratschreiber und Rentier, Georg Michael Wepfer (1591–1659), der Vater des Schaffhauser Arztes Johann Jakob Wepfer. Dieser berichtet weiter in seinem Tagebuch:
„Den 20. Julij hat Ihr Excellenz Herr Rheingraf so starck an das Schloß Stofflen geschossen, das die mauer im alten schloß gegen Wyterdingen halb abgefallen; alß nun die im schloß besorgtend, sie kündten das alte schloß nit mehr erhalten, haben sie das alte schloß angezündt (andere wollen es seye von ihnen veranlaßt, andere, es seye durch eine feuerkugeln angezündt worden) welliches selbige nacht ganz abgebrunnen, darauff die belegerten ins neue schloß gewichen und starck feuer herauß geben; des andern tags hat Herr Rheingraf drey große stuck durch das alte schloß gegen dem neuen führen lassen und starck auff das neue schloß geschossen, dem den runden thurn alßbald durchlöchert und in das neue schloß durch die gemach geschossen, also daß sie selbigen abends dergestalt accordiert und das schloß übergeben, daß sie quartier bekommen, mit stecken abgezogen, den Commandanten Lorenz Eckart von Bretten auß der Pfaltz begnadet, die von Engen, deren in 12 gefangen, hernach etliche auffgehenckt, das Schloß den Soldaten preyßgegeben. Den 21. Julij bin ich mit Hauptmann Hanß Wilhelm im Thurn, Herrn Alexander Hurtern und andern auch bei früer zeit in das Leger geritten, hernach auff beyde Schlösser kommen, da gieng es an ein schröckliches plündern, zerschlagen, auffbrechen, war ein groß gut darinnen funden, fürnemlich so von den benachbarten dahin geflöchnet worden, sind in 200 wegen mit allerley früchten, kraut und lot, haußrath und anderem herauß gefüert worden, hab in 24. büecher darinnen bekommen, so mir von soldaten umb ein spot und geringes trinckgelt verehret worden. Den 24. Julij ist das schöne und feste neue Schloß auß befelch Herrn Rheingraven und Hertzogen von Würtenberg auch angezündt und ganz verbrent, der von Hornstein zum bettler gemacht worden. Hat also Stofflen seinen verdienten Lohn empfangen.“
Zwei Engener Bürger wurden aus Rache am Tod des Grafensohns gehängt, andere in Eisen geschlagen. Die Untertanen der umliegenden Orte mussten auf Befehl des Herzogs von Württemberg die noch stehenden Mauerreste endgültig zerstören.

## Anlage
Von der durch Schleifung und Steinbruch stark in Mitleidenschaft gezogene Burganlage sind heute nur noch wenige Reste zu finden. Die Burg Hinterstoffeln war die größte der Burgen. Die drei Burgen waren durch einen Mauerzug verbunden, in der sich ein gemeinsamer Eingang, Stallungen und Scheuern befanden. Die geringen Reste der Vorderstoffeln weisen auf einen Palas mit einer Seitenlänge von 18,5 Meter auf einer Plattform von 52 × 52 Meter hin.

## Herren von Stoffeln
- Kuno von Stoffeln (1365–1411), Fürstabt im Kloster St. Gallen.
- Konrad von Stoffeln (13. Jahrhundert), Minnedichter